# Большие Луга
Большие Луга — деревня в Малоярославецком муниципальном районе Калужской области России. Входит в состав сельского поселения «Деревня Прудки».

## География
Деревня находится в северной части региона, в зоне хвойно-широколиственных лесов, в пределах центральной части Восточно-Европейской равнины.

### Климат
Климат характеризуется как умеренно континентальный, с тёплым влажным летом и мягкой снежной зимой. Среднегодовая многолетняя температура воздуха составляет 3,5 — 4 °С. Средняя температура воздуха самого тёплого месяца (июля) — 17 — 18 °C (абсолютный максимум — 38 °C); самого холодного (января) — −10 °C (абсолютный минимум — −46 °C). Безморозный период длится в среднем 149 дней. Среднегодовое количество атмосферных осадков составляет 654 мм, из которых 441 мм выпадает в тёплый период. Снежный покров держится в течение 130—145 дней.

## Население
| 2002 | 2010 |
| ---- | ---- |
| 1    | ↘0   |

## Инфраструктура
Садоводческое некоммерческое товарищество Дубки

## Транспорт
Деревня доступна автотранспортом. Остановка общественного транспорта «Большие Луга». 